# Kantet perikon
Kantet perikon (Hypericum maculatum) er en flerårig, 40-60 cm høj plante i perikon-familien. Arten er udbredt i Europa og Vestasien. Kantet perikon ligner meget prikbladet perikon, men stænglen er firkantet med to tydelige og to mindre tydelige kanter. Desuden er bægerbladene ægformede og afrundede.
I Danmark er kantet perikon temmelig almindelig på overdrev og langs vejkanter. Den blomstrer i juli og august.